# Pănade, Alba
Pănade (în dialectul săsesc Panedn, în germană Panagen, Panaga, Penagen, în maghiară Panád) este un sat în comuna Sâncel din județul Alba, Transilvania, România.

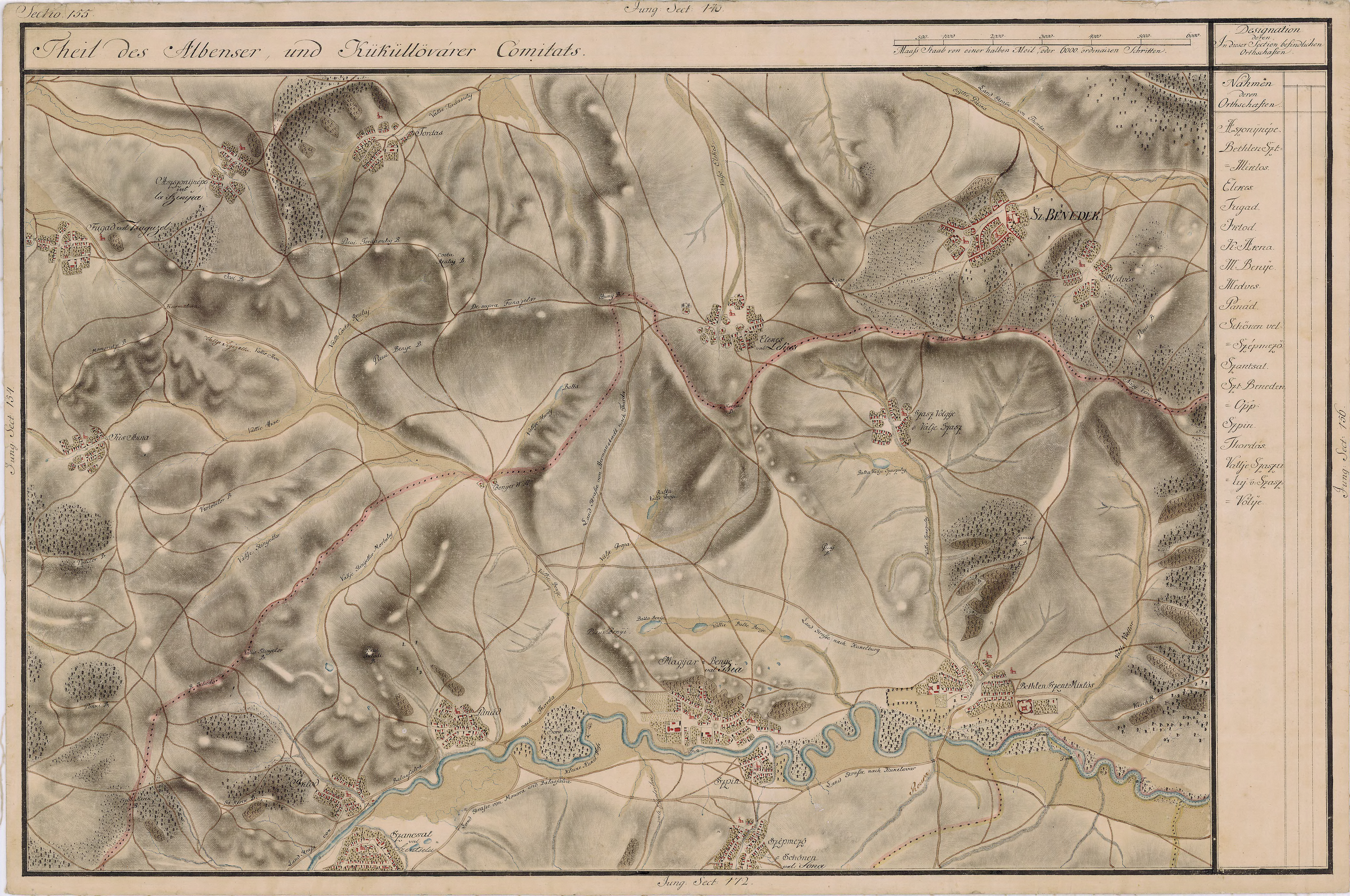
Pănade pe Harta Iosefină a Transilvaniei, 1769-73

## Date geologice
În subsolul localității se găsește un masiv de sare.
Pe teritoriul acestei localități se găsesc izvoare sărate. Sarea s-a extras aici prin metoda evaporării apelor sărate. Un izvor sărat este folosit și la ora actuală de localnici pentru conservarea alimentelor în saramură.

## Istoric
Satul Pănade este atestat documentar de la sfârșitul secolului al XII-lea, mai precis din anul 1290, când pământul numit Pănade (Terra Panad) aflat în comitatul Târnava și așezat lângă râul Târnava Mică, conform Capitulului din Alba Iulia, a fost vândut de Ioan Banu, fiul lui Magnus, comitelui Nicolae și voievodului Andrei.
Alte documente confirmă existența satului la începutul secolului al XIV-lea, care este dăruit de regele Carol Robert de Anjou, la 5 august 1322, magistrului Nicolae, fiul lui Corradus de Tălmaciu, drept recunoștință pentru că s-a distins în luptele împotriva lui Ladislau, fiul fostului voievod al Transilvaniei. Magistrul Nicolae va dărui satul, doi ani mai târziu, la 30 ianuarie 1324, surorii sale Ecaterina și cumnatului său magistrul Petru, împreună cu moșiile Jidveiu, Bălcaciu și Șona.
Dovezi ale existenței pe teritoriul satului Pănade sunt însă mult mai vechi, așa după cum arată izvoarele arheologice. În anul 1964, cu ocazia arăturilor de primăvară, în locul numit “Dos” din Pănade s-a descoperit un tezaur monetar alcătuit din 273 de monede, aparținând secolelor II-I î.e.n. Acesta este păstrat și expus la Complexul Arhitectural Franciscan din Mediaș.
În același loc s-au descoperit numeroase fragmente ceramice aparținând culturii Turdaș și culturii Cucuteni, ceea ce demonstrează că teritoriul satului a fost locuit încă din perioada de tranziție de la perioada neolitică la epoca bronzului.
În Arhiva Repertoriului Arheologic al României a Institutului de Arheologie Vasile Pârvan se precizează că la Pănade au fost făcute următoarele descoperiri arheologice:
- ceramică - ulcică decorată cu motiv incizat în formă de frunză de brad; datare repertoriu: bronz timpuriu, cultura Coțofeni, se află la Muzeul Aiud, nr. inventar: 3162;
- pumnal - de fier de aspect scitic, cu mâner și gardă de bronz; mânerul are capul sferic, garda este simplă și lungă, cu bara transversală a unei cruci; datare repertoriu: Hallstatt; cultura: scitică, se află la  Muzeul Aiud;
- daltă - din bronz; datare repertoriu: neprecizată.

Localitatea a fost racordată la rețeaua feroviară în anul 1896, odată cu darea în folosință a Căii ferate Blaj–Praid.
În anul 1907 jandarmeria maghiară a reprimat în sânge o revoltă a sătenilor, acțiune în care au fost ucise circa 51 de persoane și rănite alte 30.
Fii ai satului au luptat în primul război mondial în armata austro-ungară. 28 din ei au căzut pe diferitele fronturi de luptă, lăsând în urmă familii îndoliate.
Rapoartele Comitetului Național Român din Blaj evidențiază participarea locuitorilor din Pănade la înfăptuirea Marii Uniri din 1918, de la Alba Iulia, la care a participat o delegație numeroasă de săteni, avându-l în frunte pe învățătorul Ioan Ignat.
În cel de-al doilea război mondial din fii satului Pănade înrolați pe front 20 nu s-au mai întors acasă (10 morți și 10 dispăruți), iar alții au cunoscut privațiunile lagărelor de prizonieri.
După 1945 satul a traversat o perioadă de mari frământări legate de colectivizarea forțată și de interzicerea Bisericii Române Unite cu Roma, Greco-Catolice în 1948. 
În timpul procesului de industrializare promovat de România comunistă mulți locuitori din Pănade au lucrat în Blaj la interprinderile cunoscute local prin acronimele lor, IAMU sau CPL (Combinatul de Prelucrare a Lemnului).

## Obiectiv memorial
Monumentul Eroilor Români din Primul și Al Doilea Război Mondial. Monumentul este de tip obelisc și se află amplasat în centrul localității. Obeliscul a fost ridicat în memoria eroilor căzuți în cele Două Războaie Mondiale. Acesta este realizat din piatră de calcar și are o înălțime de 2,3 m. Pe fațada monumentului se află un înscris comemorativ: „În amintirea eroilor căzuți și dispăruți în războiul mondial 1914-1919 și 1941-1945. Ridicată ca semn de recunoștință din partea sătenilor cari au contribuit cu obolul lor“. 

## Personalități
- Timotei Cipariu (1805-1887), teolog (canonic mitropolitan greco-catolic la Blaj), filolog, academician
- Ion Brad (1929-2019), scriitor, diplomat, demnitar, fost ambasador al României în Grecia (1973-1982) și director al Teatrului “C.I.Nottara” (1984-1990)
- Ioan Ignat (1869 - ?), deputat în Marea Adunare Națională de la Alba Iulia 1918
- Sergiu Cipariu (1949-2020), interpret de muzică populară la taragot

## Galerie de imagini

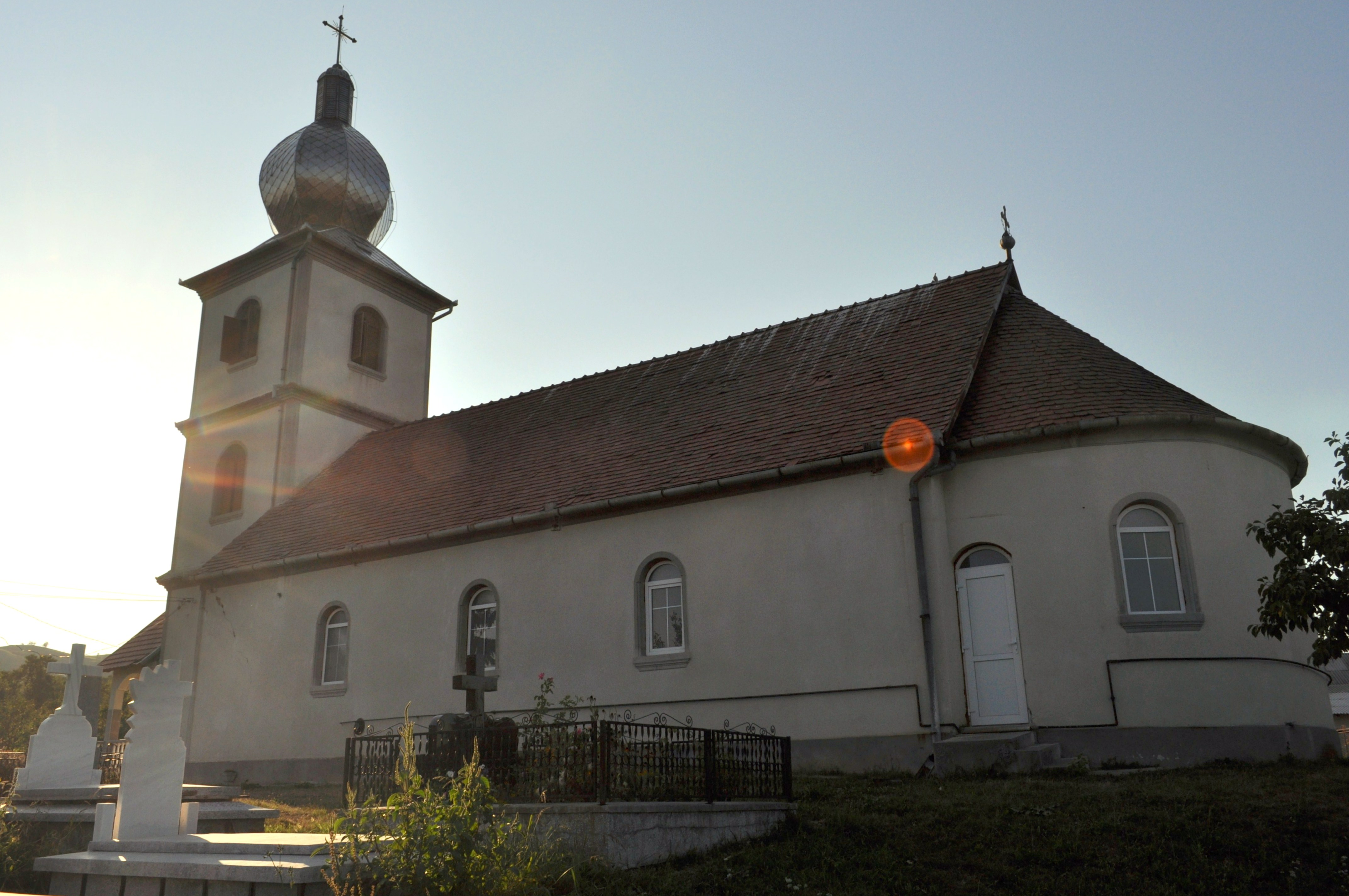
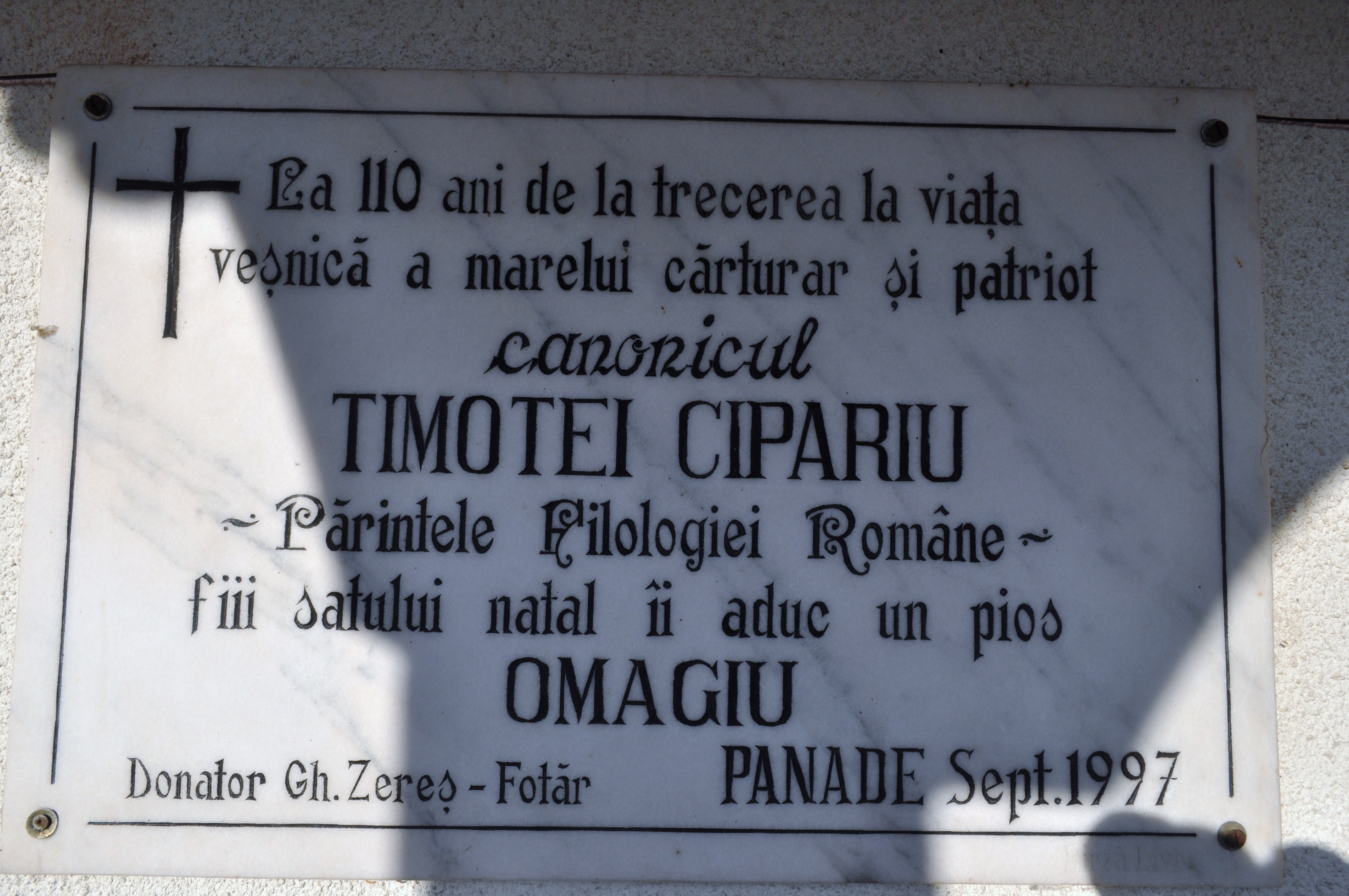
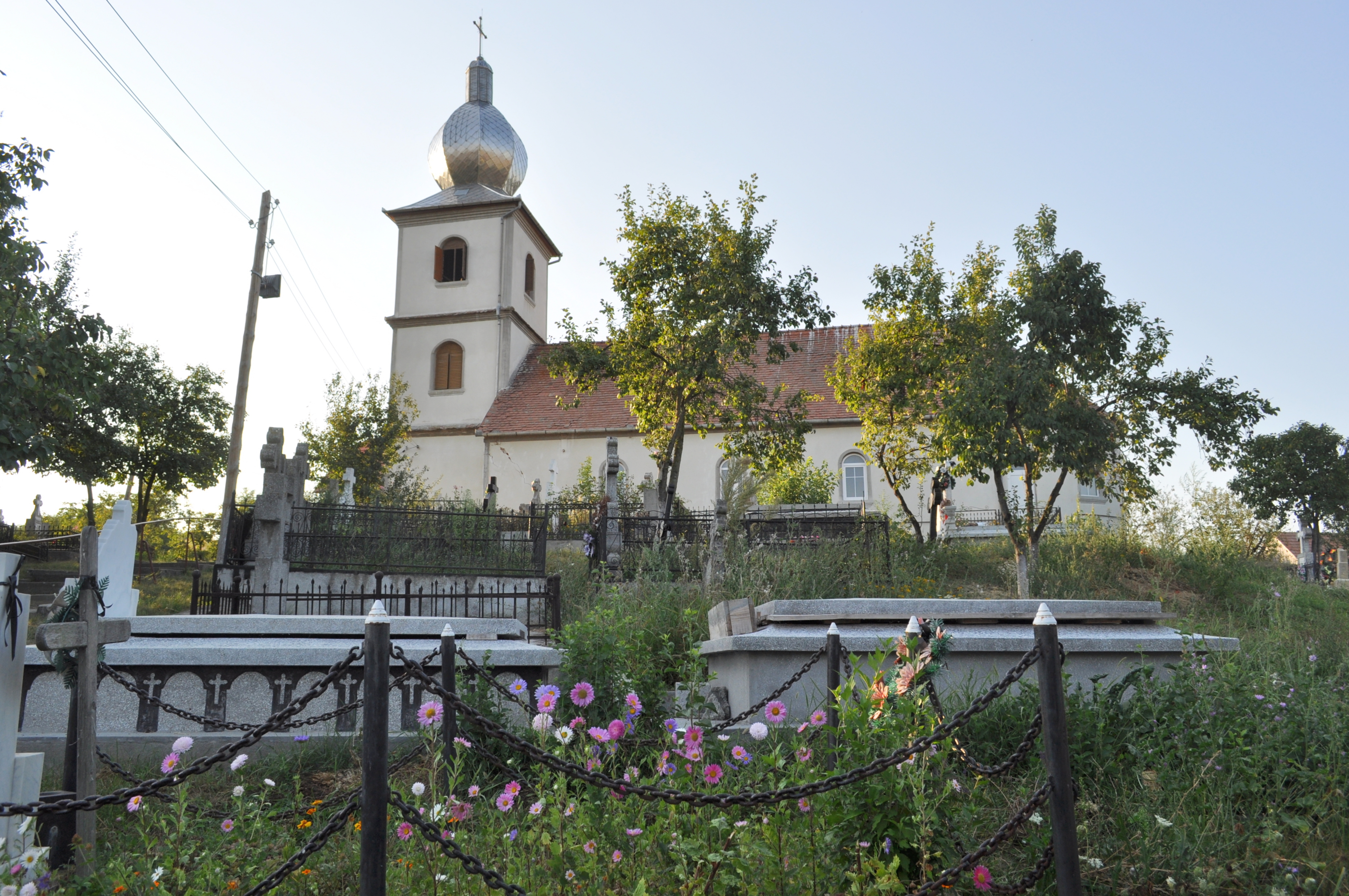
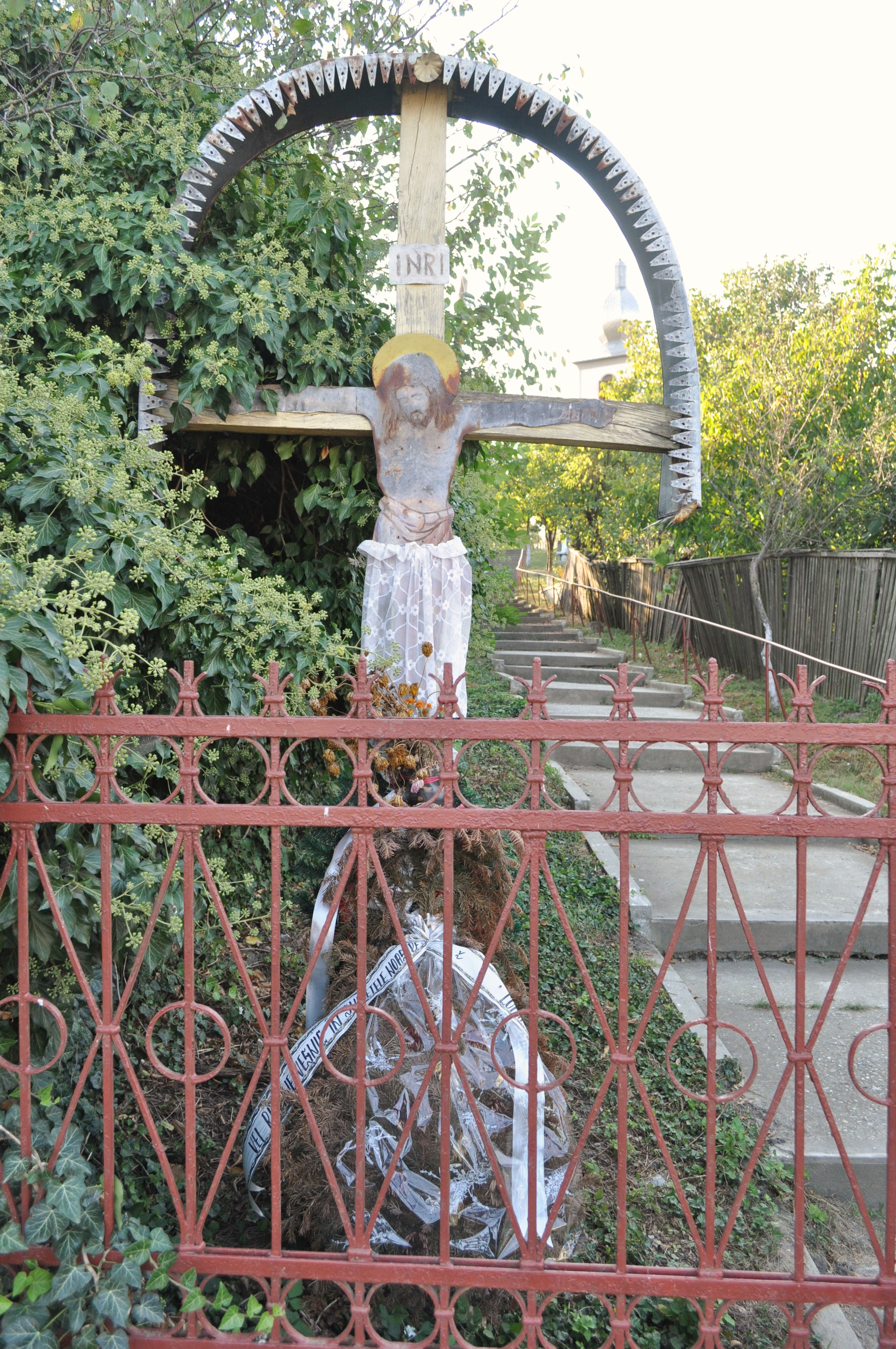